# Tropicana Club

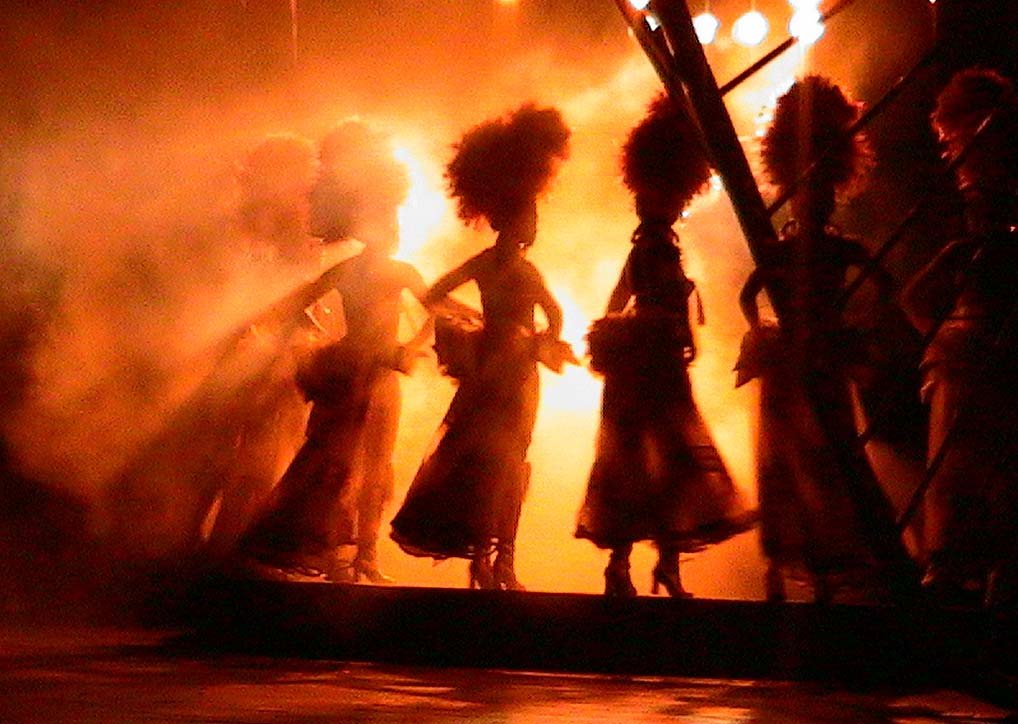
Show no Tropicana

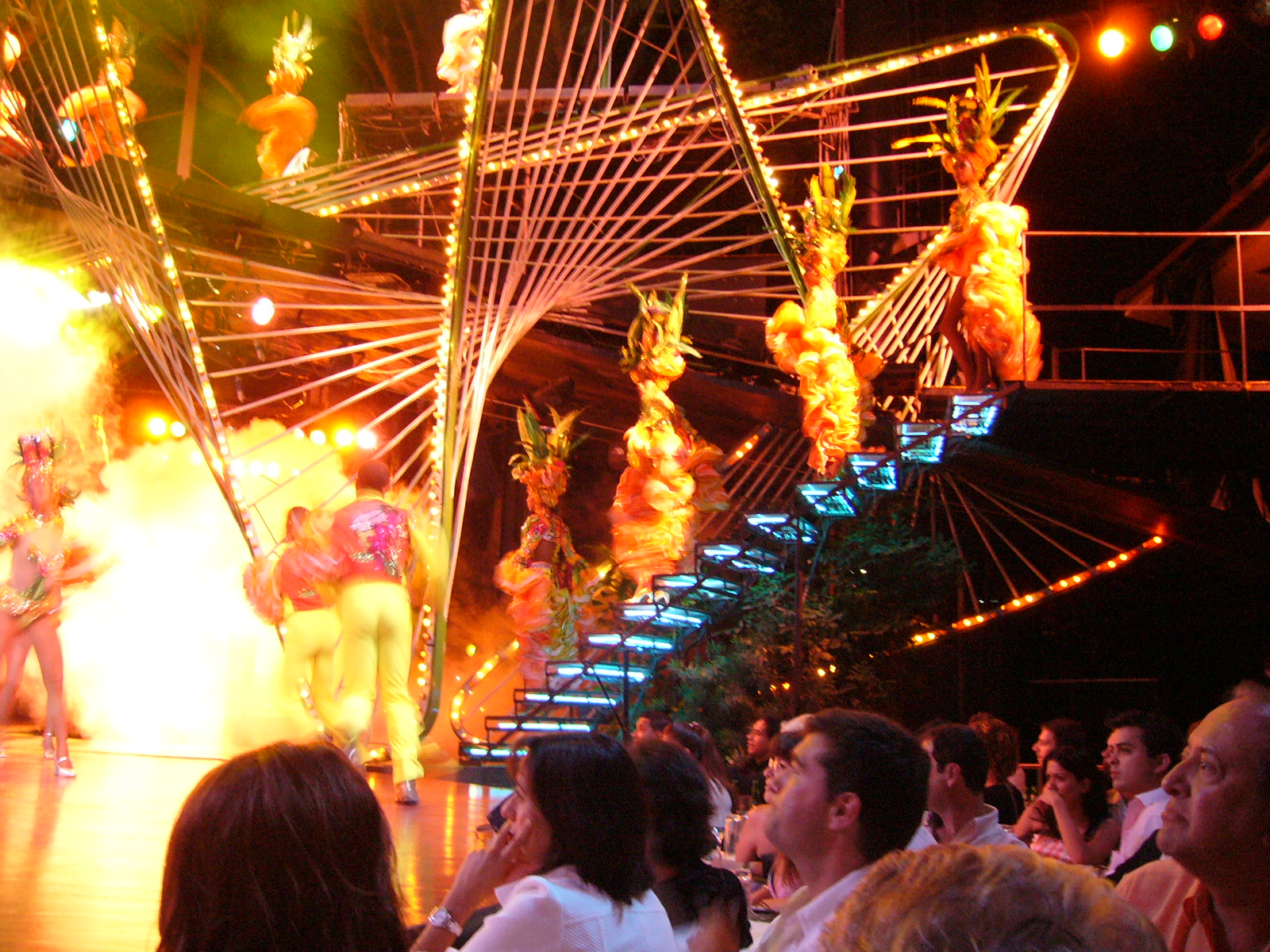
Shows e espetáculos no Tropicana

Tropicana Club é um famoso cabaré cubano, localizado na cidade de Havana, sendo conhecido por "paraíso sob as estrelas" e as suas dançarinas são chamadas de "Las Diosas de Carne" (ou "Deusas da  carne").
Inaugurado em 1939, tornou-se uma referência na cultura cubana e vitrine internacional para orquestras e bandas cubanas.
Na atualidade, o cabaré é um importante ponto turístico da capital, mantendo o foco em sua especialidade; os grandiosos shows. O Tropicana Club tinha capacidade para 1,700 pessoas nos espaços interiores e exteriores.